# 亞太和平研究基金會
亞太和平研究基金會（英語：Foundation on Asia-Pacific Peace Studies），簡稱亞太基金會，其前身「中華歐亞基金會」成立於1994年，是具有濃厚官方色彩的民間非營利智庫，與兩岸交流遠景基金會同屬中華民國國家安全局的外圍智庫，主要研究領域為臺灣海峽兩岸關係、中國大陸研究與國際關係等。
基金會曾受行政院大陸委員會委託承辦「和平論壇」，2007年主要活動有「美臺中關係變數與展望」國際研討會、「臺日論壇」等。2008年政黨輪替之後大幅改組，更名為「亞太和平研究基金會」。
2016年8月10日，時任董事長趙春山卸任，由許信良接任。
2020年一邊一國行動黨解散後，該黨前秘書長許龍俊成為亞太和平研究基金會董事。

## 外部連線
- 亞太和平研究基金會（页面存档备份，存于）